# 圣伊撒伯尔堂 (巴黎)
圣伊撒伯尔堂（Église Sainte-Élisabeth-de-Hongrie）是一座罗马天主教堂区教堂，位于法国巴黎第三区圣殿街195号，一侧为圣伊撒伯尔坊（passage Sainte-Élisabeth），建于17-19世纪。该堂最初是方济各会修女院的小堂（1646年至1792年），自1802年起改为圣殿区的堂区教堂，自1938年起，马耳他骑士团在此举行在巴黎的宗教庆祝活动 。

## 历史

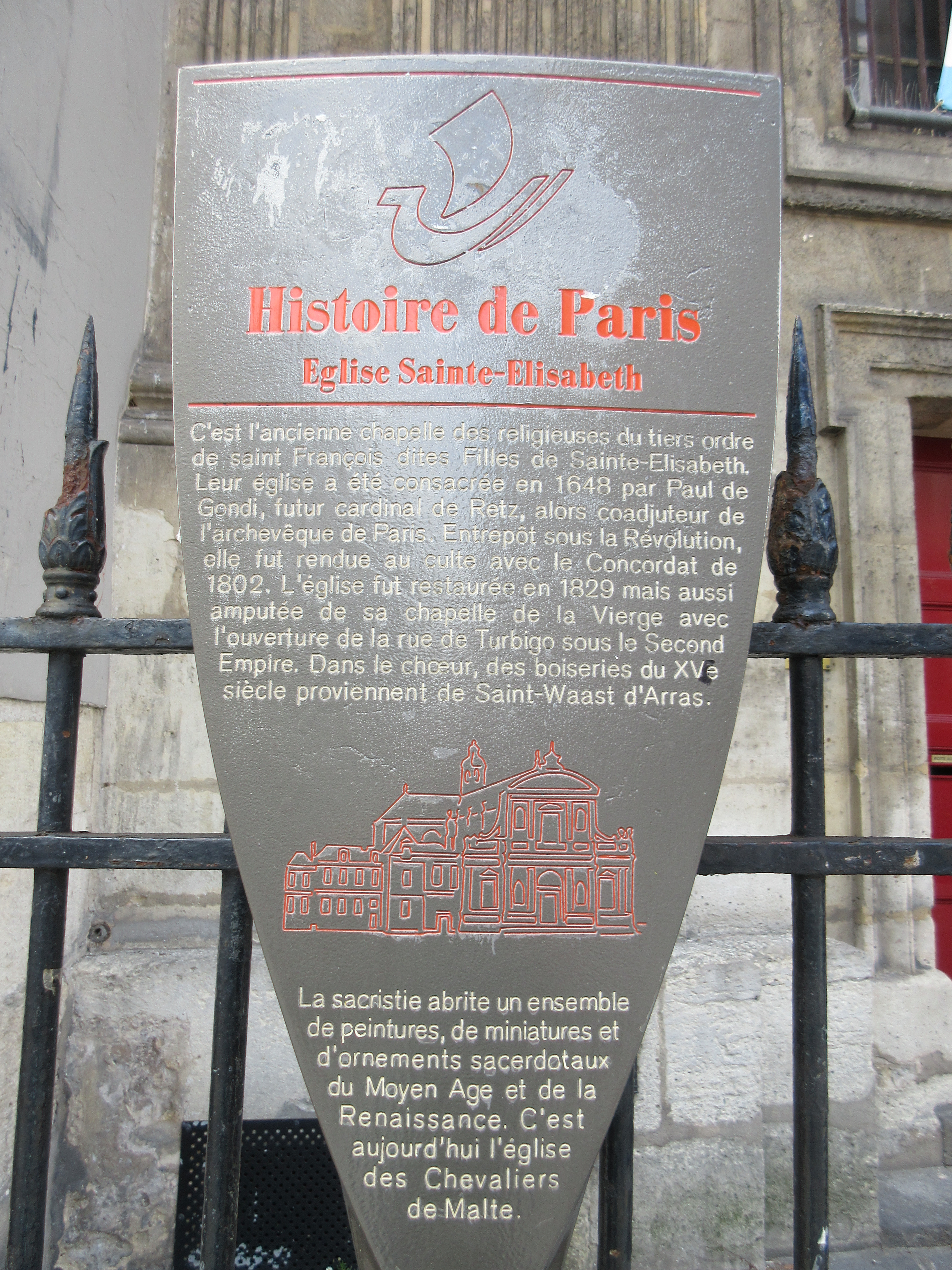

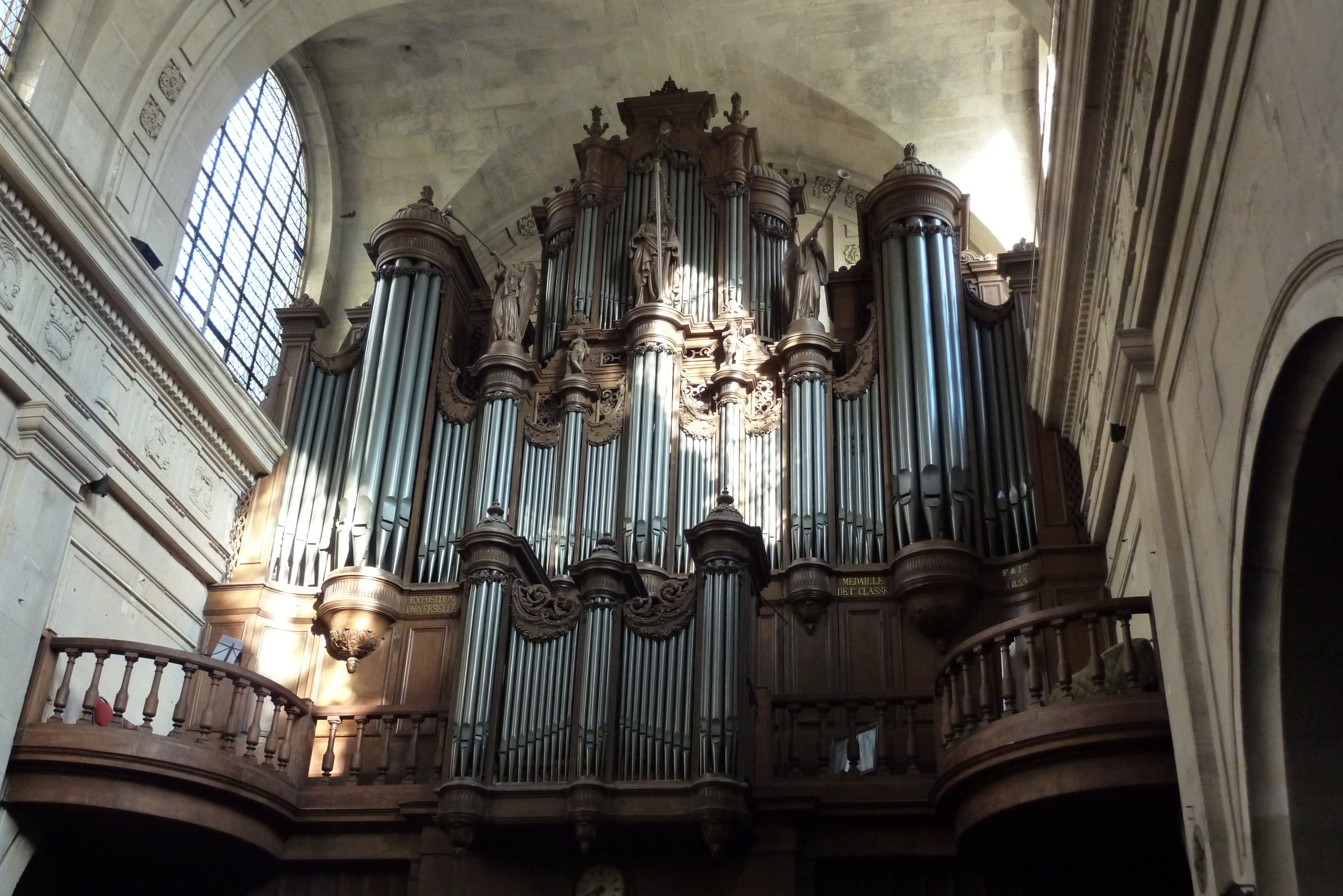
管风琴

1628年5月14日，王后玛丽·德·美第奇为教堂奠基。1646年7月14日祝圣， 献给匈牙利的伊撒伯尔。最初，该堂是方济各会修女院的小堂，严守方济各会规。
在法国大革命期间，1792年8月29日，修女们被市政当局驱逐。院长被关押在已关闭的加尔默罗会修道院。1792年9月2日九月屠杀中被谋杀，成为加尔默罗会的第一位殉道者，1926年宣福。修女会的神父爱丽丝·吉南（Élysée Guinain）被捕入狱。修道院的小堂被改为面粉仓库，称为“伊丽莎白商店”（le Magasin Élisabeth），一直开到1802年。钟楼在革命恐怖中被毁。王室被锁在离教堂几米远的地方，圣殿塔。教堂里有一幅古斯塔夫·弗朗索瓦的画，描绘1793年1月20日路易十六与家人的告别。 
19世纪初，该堂改为堂区教堂。圣殿区原来的堂区教堂，Perrée街的圣殿圣母堂（Sainte-Marie-du-Temple）,已于1796年或1797年被夷为平地。
1937年，该堂列为法国历史遗迹，1938年，又成为马耳他骑士团的教堂。二战期间，曾有犹太人都在这里。

内部
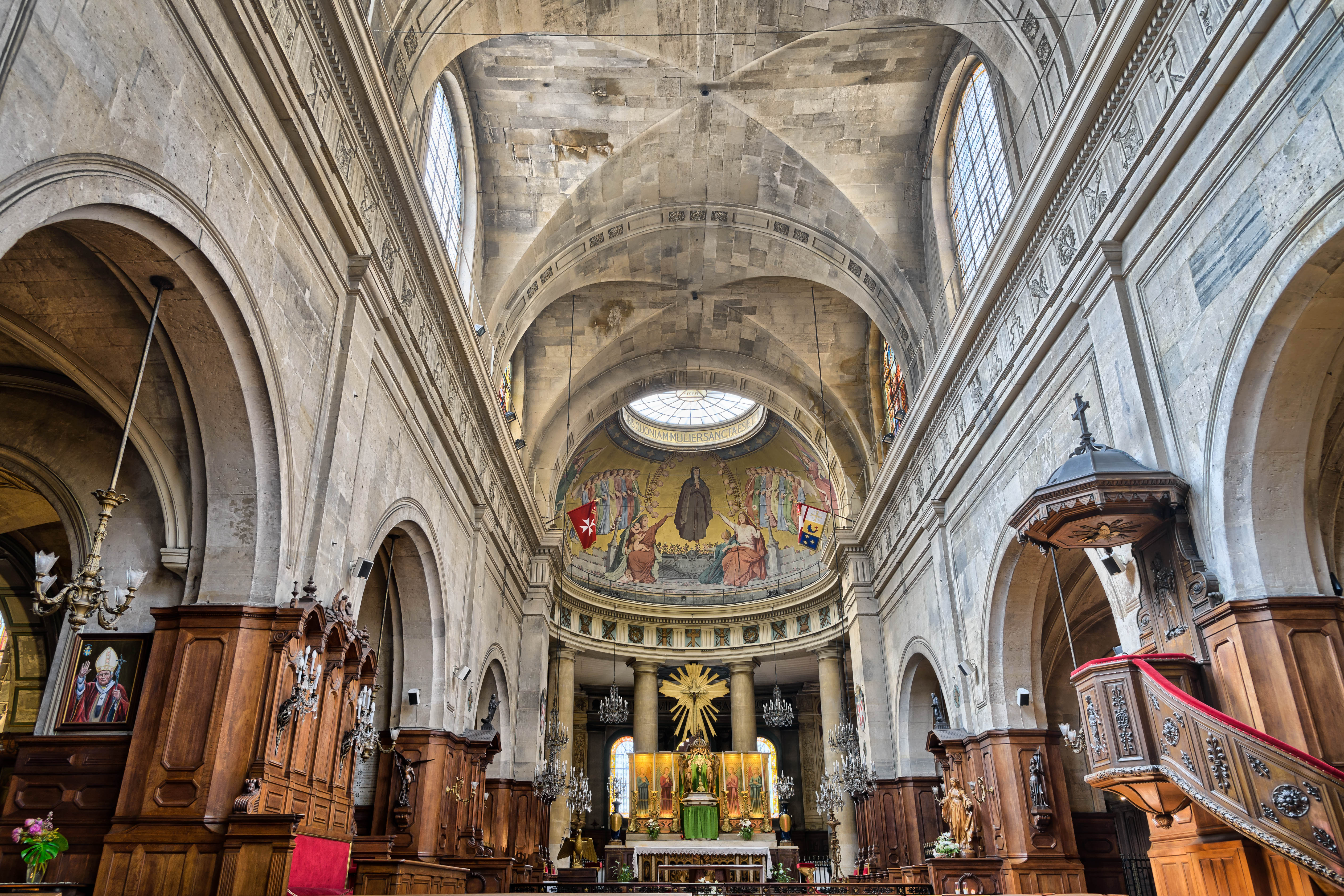
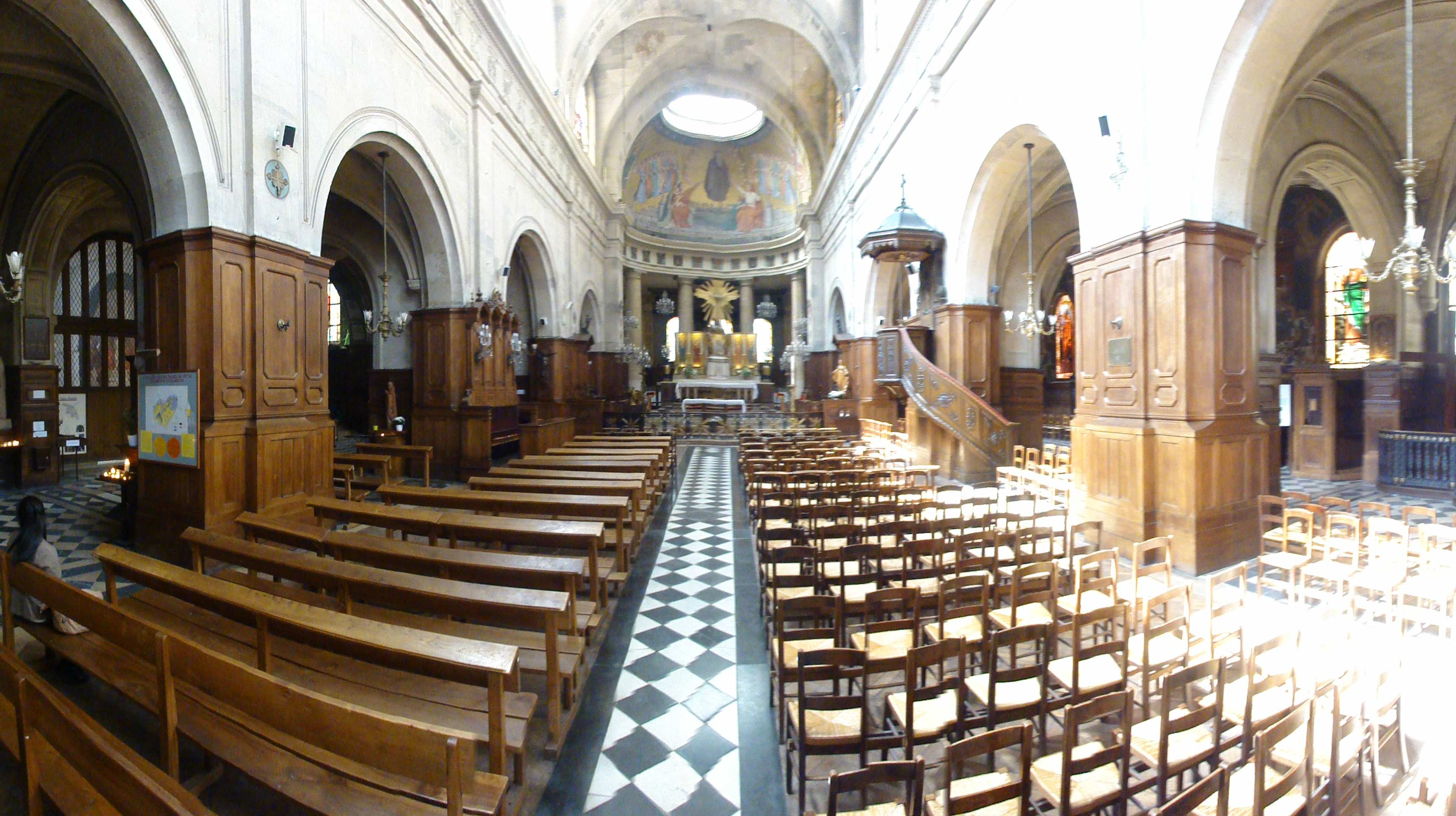
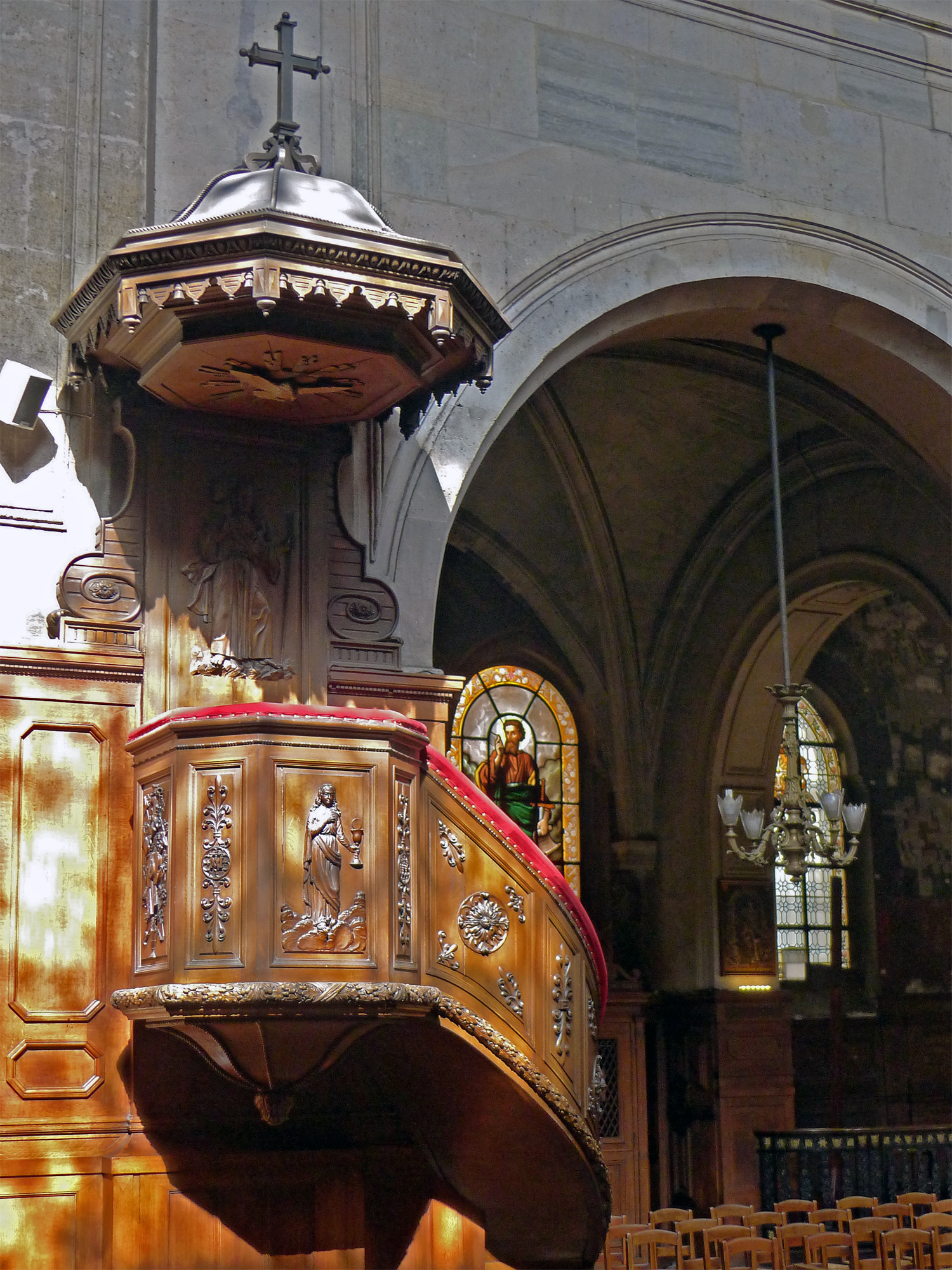
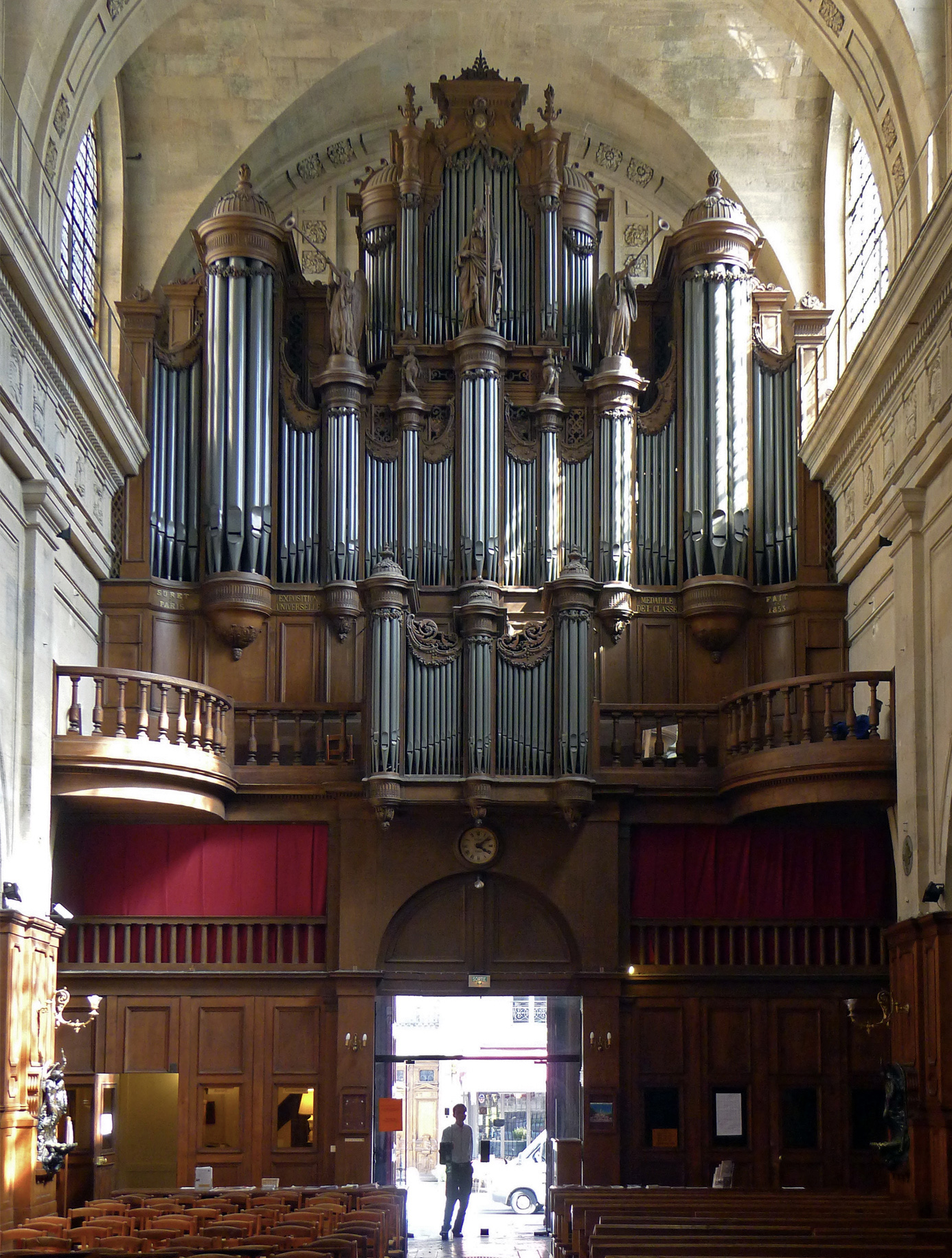
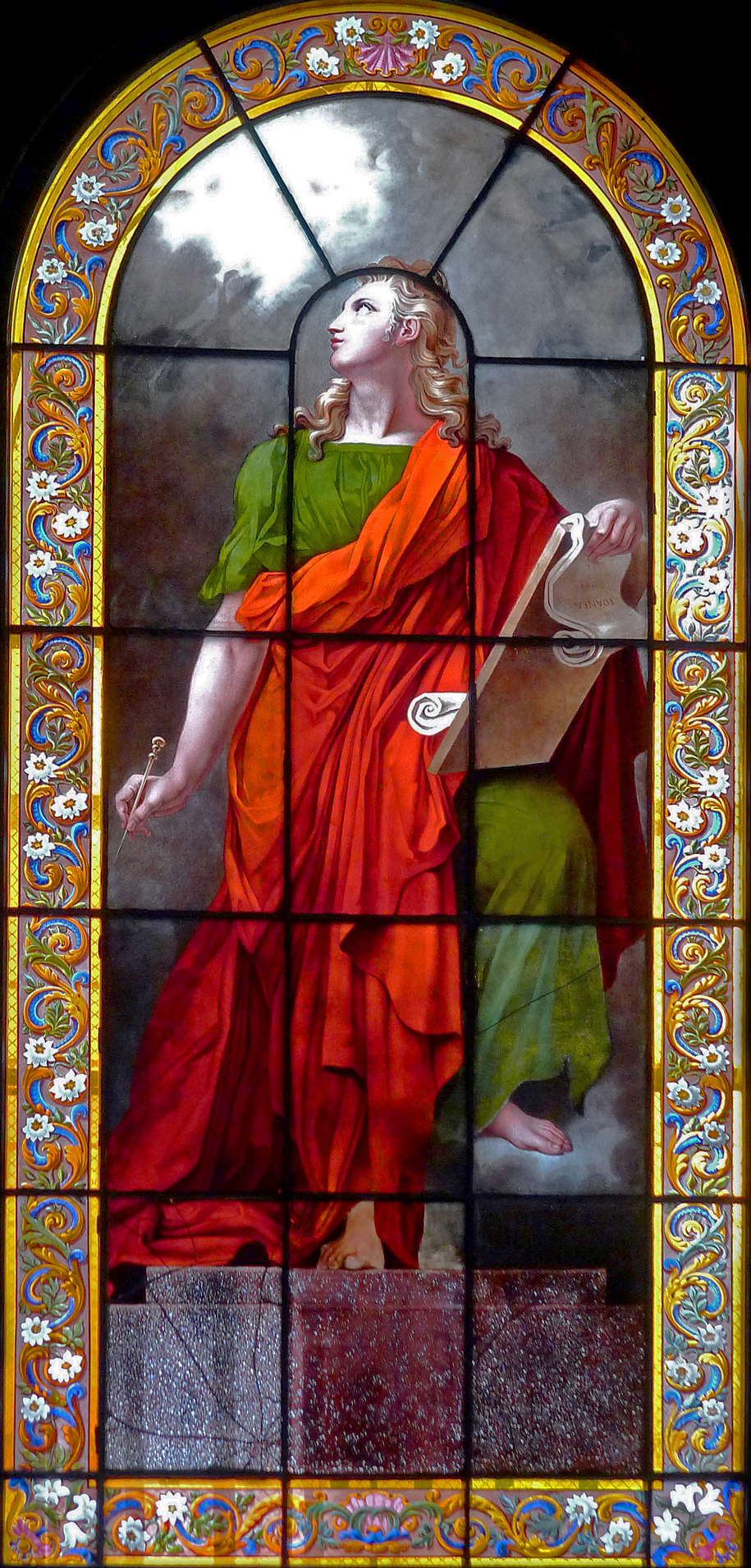